# インディア・メーラー
インディア・メーラー（India Mela）は、毎年秋に神戸市で開催される祭りである。インド文化の紹介・印日交流を目的とする。メーラーとはヒンディー語で「お祭り」を意味する言葉。

## 概要
会場は2010年～2015年までは神戸メリケンパークで、2016年はなぎさ公園で開催された。入場無料。印日交流を目的として、 古くから深く交流のあるインドという国を、もっと身近に体験したい、紹介したい、という趣旨のもと、関西在住のインド人と日本人が手を取り合って音楽や歌、楽しい食事を通してインドを知ってもらうことを目的に2010年から毎年開催している。会場内には、約70ものレストランや物販、企業ブースが並び、ステージ上では終日、インドダンスや音楽などのパフォーマンスが楽しめる。2017年の開催が10月7日、8日、９日に再び神戸メリケンパークにて行われることが決定。

## 開催状況
- 2010年　約5万人
- 2011年　約15万人
- 2012年　約21万人
- 2013年　約22万人
- 2014年　約16万人。台風のため二日間に短縮
- 2015年
- 2016年
- 2017年

## 特徴
インド人が出店するレストランや物販ブースが多数。インド人と交流しながら、南から北までの本場のインド料理が味わえたり、珍しいインド雑貨やサリーなどのインド服を手に入れることができるなど、インド文化を肌で感じられる。また、一般参加型企画、当日のお楽しみ参加型プログラムもあり、他では味わえない体感型フェスティバルである。インド人だけでなく、色々な国の人々の来場が見られるのも特徴的である。

## 運営・その他
- 主催：インディアメーラー実行委員会
- 運営 :
- 共催：在大阪・神戸インド総領事館　インド政府観光局　在日日インド商業会議所　インドクラブ
- 協力：社団法人アジア協会アジア友の会　関西日印文化協会

## ボランティアスタッフ
約100人以上もの一般募集で集まった学生や社会人スタッフ。

## みんなで踊ろうボリウッド乱舞
2016年まで開催されたインディア・メーラー実行委員の目玉企画の一つ。
年齢・性別問わず一般募集で集まった、子供、主婦（夫）、OL、サラリーマン達が事前練習を行い、イベント当日ステージ上で一緒に踊る。本番ではスタッフはもちろん会場にいる来場者も巻き込んで1000人以上での総踊り（乱舞）となる。

## 交通・アクセス
- 開催場所：神戸メリケンパーク
- 阪神電車「元町駅」（徒歩10分）
- ＪＲ「元町駅」（徒歩10分）
- 地下鉄「みなと元町駅」（徒歩7分）
- 阪急「花隈駅」（徒歩12分）